# Fortress 2 : Réincarcération
Pour les articles homonymes, voir Fortress.
Série Fortress
Fortress
(1993)
Pour plus de détails, voir Fiche technique et Distribution.
Fortress 2 : Réincarcération (Fortress 2: Re-Entry) est un film américano-luxembourgeois réalisé par Geoff Murphy, sorti en 2000. Il s'agit de la suite directe de Fortress de Stuart Gordon, sorti en 1993.
Le film se déroule en 2027. Dix ans après sa spectaculaire évasion de la prison-forteresse Men-Tel, John Brennick se terre avec sa femme et son fils au cœur d'une forêt. Malgré les années, le puissant consortium n'a pas renoncé à pourchasser celui qui a osé triompher de son fleuron technologique carcéral. Pour permettre à sa femme et à son fils de fuir, John se sacrifie et retombe aux mains de Men-Tel. La prison, dirigée par la sulfureuse Susan Mendenhall, se trouve désormais sur une station spatiale. Mais John Brennick l'a déjà prouvé dans le passé : aucun système n'est infaillible.

## Synopsis
Dix ans après les événements du premier film, John Brennick se trouve quelque part en Amérique du Nord, toujours en fuite de Men-Tel et vivant dans les montagnes rurales. Son fils Danny lui dit de rentrer immédiatement à la maison. A leur arrivée, trois personnes les attendent. Ils demandent à John de les aider à détruire la nouvelle centrale électrique de Men-Tel, affirmant que l'entreprise est au bord de l'effondrement et que « sans leur pouvoir, ils n'ont pas de pouvoir ». John refuse, voulant protéger sa famille, alors le trio part en bateau. Alors que John lui dit au revoir, deux hélicoptères Men-Tel apparaissent et John brouille le plan d'évacuation de sa famille. Il envoie Danny et Karen dans un passage souterrain, tandis qu'il mène les soldats dans une chasse à l'oie sauvage. La bataille se termine cependant avec la destruction d'un hélicoptère, mais la Jeep de Brennick est renversée.
John est alors assommé et capturé. Il se réveille dans une pièce avec une voix désincarnée lui disant qu'il est de nouveau en prison et qu'il a été condamné à mort. On lui a implanté un dispositif de modification du comportement qui provoque des maux de tête d'intensité variable lorsque les prisonniers entrent dans des zones interdites. Il retrouve également l'un des hommes qui lui ont rendu visite, un ancien vice-président de Men-Tel, aujourd'hui atteint de lésions cérébrales à cause d'un appareil mal placé. Un autre visiteur de John, un ancien soldat, est également en prison et est ami avec l'un des gardes.
Brennick commence à se faire des ennemis presque immédiatement. Une vidéo du réalisateur Teller « accueille » les nouveaux prisonniers. Il leur montre une prisonnière condamnée à mort, projetée dans l'espace à travers un sas. La vidéo montre ensuite aux prisonniers que leur nouvelle prison est en réalité une station spatiale en orbite autour de la Terre qui est utilisée pour produire de l'électricité via un panneau solaire.
Brennick tente de s'échapper dans une navette de livraison d'eau mais est attrapé et envoyé à "The Hole" - une zone exposée du navire où John est bombardé de rayonnement solaire tandis que la station fait face au soleil et à un froid extrême lorsque son orbite la mène derrière le navire donc caché par la Terre. Lorsque le président de Men-Tel arrive, il tente de tuer John en le larguant sans combinaison spatiale. John parvient à retenir son souffle et à se propulser vers un autre sas et à retourner dans la prison. En raison de la décompression soudaine, le gardien informatisé, Zed, commence à mal fonctionner et ne peut plus remplir ses fonctions. John utilise une arme à feu de prison pour détruire l'ordinateur et Teller est ensuite électrocuté. John et tous ses amis montent à bord de la navette et retournent sur Terre, où John retrouve sa famille.

## Fiche technique
- Titre français : Fortress 2 : Réincarcération
- Titre original : Fortress 2 : Re-Entry
- Réalisation : Geoff Murphy
- Scénario : John Flock et Peter Doyle, d'après les personnages et une histoire de Steven Feinberg et Troy Neighbors
- Musique : Christopher Franke de Tangerine Dream
- Photographie : Hiro Narita
- Montage : James R. Symons
- Production : John Flock
- Sociétés de production : John Flock Productions, Gower Productions et The Carousel Pictures Company
- Sociétés de distribution : TriStar (Etats-Unis), Columbia TriStar Films (France)
- Pays d'origine :  États-Unis,  Luxembourg
- Langue originale : anglais
- Budget : 20 millions de dollars[réf. nécessaire]
- Format : couleur - Dolby Digital - 35 mm - 1.85:1
- Genre : science-fiction, dystopie
- Durée : 92 minutes
- Dates de sortie[1] :
  -  États-Unis : 25 avril 2000 (en vidéo)
  -  Belgique,  France : 5 juillet 2000

## Distribution
- Christophe Lambert (VF : lui-même) : John Henry Brennick
- Patrick Malahide : Peter Teller
- Liz May Brice (en) (VF : Nathalie Spitzer) : Elena Rivera
- Anthony C. Hall (VF : Lucien Jean-Baptiste) : Marcus Jackson
- Yuji Okumoto (VF : Éric Etcheverry) : Sato
- Nick Brimble : Max Polk
- Pam Grier (VF : Marie Vincent) : Susan Mendenhall
- Willie Garson : Stanley Nussbaum
- Fredric Lehne : Gordon
- David Roberson (VF : Jean-Michel Martial) : Nestor Tubman
- Carl Chase : Wells
- John Sharian : Hickey
- Gaëtan Wenders : L'amant de Susan
- Beth Toussaint (VF : Odile Schmitt) : Karen Brennick
- Aidan Ostrogovich : Danny Brennick
- Mereta Mita : ZED (voix)

## Production
Pour ce second opus, Loryn Locklin qui jouait Karen Brennick, la femme de John Brennick, est remplacée par l'actrice Beth Toussaint. Christophe Lambert est le seul acteur du premier film à revenir
Le tournage a lieu au Luxembourg.

## Accueil
- Box-office : 3 semaines à l'affiche en France, 4 aux États-Unis[réf. nécessaire]